# 태너 척도
태너 척도 (Tanner scale), 태너 스테이지 (Tanner stages) 또는 성적 성숙도 등급(Sexual Maturity Rating, SMR)는 아동, 사춘기, 성인의 발달을 보는 척도다. 이 척도는 겉으로 보이는 1차 성징과 2차 성징을 기반으로 해서 육체의 발달 정도를 가늠하며, 유방, 성기, 음모의 크기나 발달 정도를 기준으로 한다. 태너 척도는 영국 소아과 의사 제임스 태너가 개발하였다.
개개인의 차이 때문에, 모든 사람들은 다른 속도로 태너 스테이지를 통과하며, 이는 특히 사춘기가 언제 오느냐에 따라 크게 갈린다. 태너 스테이지는 HIV (인간 면역결핍 바이러스) 치료 때 연령별 치료 방법을 선택하기 위해 사용되기도 한다. 태너 스테이지는 노화를 확인하기 위해 법의학에 사용되었지만 신뢰성 부족으로 인해 사용이 감소하였다.

## 각 스테이지의 정의
로렌스 나인스타인 MD가 정한 태너 스테이지는 다음과 같다.

### 음모 (남녀 구분 없이)

남성 성인 태너 척도

여성 성인 태너 척도

태너 I음모가 없음 (사춘기 전 상태) [보통 10살 이하]
태너 II생식기에 (남성은 음경과 음낭, 여성은 대음순) 색소 침착과 함께 약간의 길고 솜털 같은 털. [10–11.5]
태너 III털이 더 거칠고 구불구불해지며, 옆쪽으로 뻗쳐나가기 시작. [11.5–13]
태너 IV성인 같은 털의 양상, 음부 (pubis)에 걸쳐 있으나 내측 허벅지엔 없음. [13–15]
태너 V털이 허벅지 내측까지 뻗침 [15+]

### 성기 (남성)
태너 I사춘기 전 (고환의 용적이 1.5 ml 이하, 작은 음경) [보통 9살 이하]
태너 II고환 용적 1.6~6 ml; 음낭 피부는 얇고 붉으며 음경의 길이는 변함 없음 [9-11]
태너 III고환 용적 6-12 ml; 고환이 더욱 커짐; 음경은 6 cm 정도로 커짐 [11-12.5]
태너 IV고환 용적 12-20 ml; 고환은 더욱 커지면 검어짐; 음경은 10 cm 정도로 커짐 [12.5-14]
태너 V고환 용적 20 ml 이상; 성인의 고환; 음경은 15 cm 정도로 커짐 [14+]

### 가슴&음부 (여성)
태너 I샘 조직 (glandular tissue) 없음: 유륜 (areola)는 나머지 피부와 같이 편평함 (사춘기 전) [일반적으로 10세 전]
태너 II유방 발달 시작 시기 (thelache). 가슴 몽우리 (breast bud)가 생기며, 작게 주위에 샘 조직이 있음; 유륜이 넓어짐 [10-11.5]
태너 III유방이 좀 더 봉긋해지고, 유륜의 경계 너머로 확장됨. 유륜은 더욱 커지나 편평함 [11.5-13]
태너 IV유방의 크기가 커지고 더 봉긋해짐; 유륜과 유두 (papilla)가 2차적인 몽우리를 만듦 [13-15]
태너 V유방이 성인의 크기와 같아짐; 유륜은 피부와 비슷한 편평도를 가지며, 중앙에 유두가 솟아있음. [15+]

## 비판
이 척도는 포르노 사업 종사자들에게서 아동 포르노를 찍고 있다는 오해를 불러일으키기 십상이라는 비판을 받은 바 있으며, 실제로 루페 푸엔테스라는 포르노 배우가 미성년자라는 주장을 정부가 뒷받침하기 위해 태너 척도를 사용한 바 있다. 푸엔테스는 당시 법정에 출두하여 자신이 출연한 포르노가 합법적이라는 것을 증명하는 서류를 제출하였다. 태너 척도를 개발한 사람들은 태너 척도가 나이 구분에 정당한 근거가 될 수 없다고 말한다. 태너 척도는 실제 연령이 아닌 성숙도를 나타내는 것이기 때문에 나이 측정에는 사용될 수 없다는 것이다.

## 같이 보기
- 사춘기지연
- 성조숙증
- 솜털